# Carlos Marchena
Carlos Marchena López, poznatiji kao Marchena (Sevilla, 31. srpnja 1979.) je bivši španjolski nogometaš.
Igra je na pozicijama braniča ili obrambenog veznog igrača. Od 2002. do 2011. je igrao za španjolsku nogometnu reprezentaciju.

## Trofeji

### Valencia
- Španjolska liga: 2002., 2004.
- Kup UEFA: 2004.
- Europski superkup: 2004.
- Španjolski kup: 2008.

### Španjolska reprezentacija
- Svjetsko prvenstvo za mlađe kategorije: 1999.
- UEFA Euro 2008.
- Olimpijske igre: Srebrna medalja
- Idealna momčad

## Vanjske poveznice
- Statistika na Liga de Fútbol Profesional (šp.)